# Kiamika
Pour les articles homonymes, voir Kiamika (homonymie).
Kiamika est une municipalité canadienne du Québec située dans la MRC d'Antoine-Labelle, dans la région des Laurentides. Ses habitants sont des Kiamikois.

## Toponymie
Cette municipalité, dont le nom algonquin signifie « rives abruptes ou rocher escarpé », se situe à 284 km au nord de Montréal. Kiamika fut mentionné par Stanislas Drapeau et fut indiqué sur une carte du Québec par Eugène-Étienne Taché en 1870.

## Histoire
La fondation de la Société de colonisation de Montarville a lieu en 1883. En décembre 1884, le curé Labelle y célèbre la première messe. Après la proclamation du canton de Kiamika, en 1890, on assiste à l'érection de la municipalité du même nom en 1898. En 1920, elle reçoit le statut de paroisse et, en 1994, le territoire sera officiellement connu sous l'appellation de municipalité de Kiamika.
En 2023, la municipalité de Kiamika a célébré ses 125 ans et a organisé plusieurs activités et évènements lors de cette célébration. 

## Géographie
La rivière Kiamika conflue avec la rivière du Lièvre au centre de la municipalité.

## Démographie
| 1991 | 1996 | 2001 | 2006 | 2011 | 2016 | 2021 |
| ---- | ---- | ---- | ---- | ---- | ---- | ---- |
| 651  | 722  | 716  | 779  | 772  | 757  | 790  |

## Administration
Les élections municipales se font en bloc pour le maire et les six conseillers.
| Kiamika Maires depuis 2001                                                                                           |                   |         |          |
| Élection | Maire             | Qualité | Résultat |
| 2001 | Michel Mongeau    |         | Voir     |
| 2005 | Michel Dion       |         | Voir     |
| 2009 | Michel Dion       | Voir    |          |
| 2013 | Christian Lacroix |         | Voir     |
| 2017 | Michel Dion (2)   |         | Voir     |
| 2021 | Michel Dion (2)   | Voir    |          |
| Élection partielle en italique Depuis 2005, les élections sont simultanées dans toutes les municipalités québécoises |                   |         |          |

## Galerie

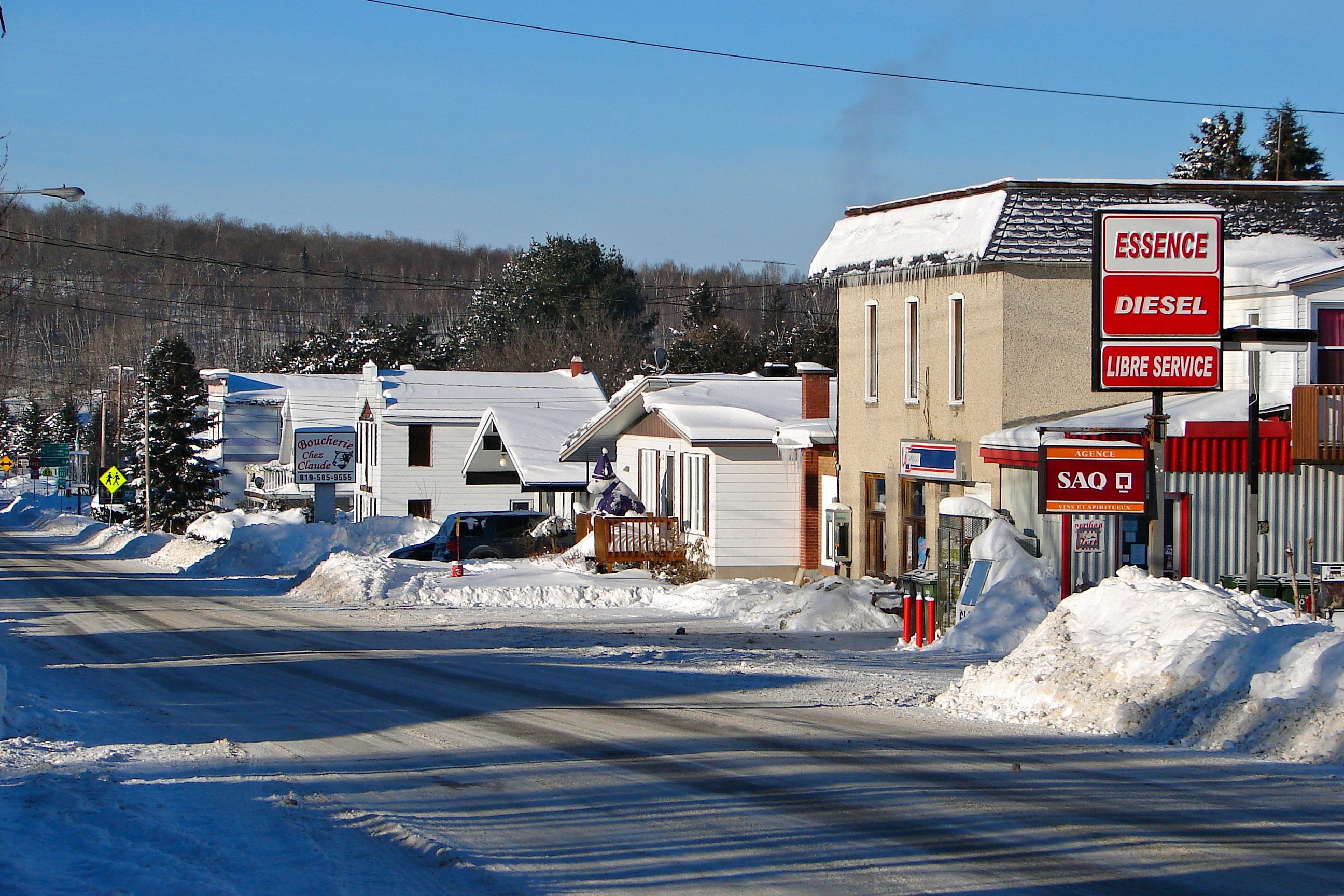
Rue principale
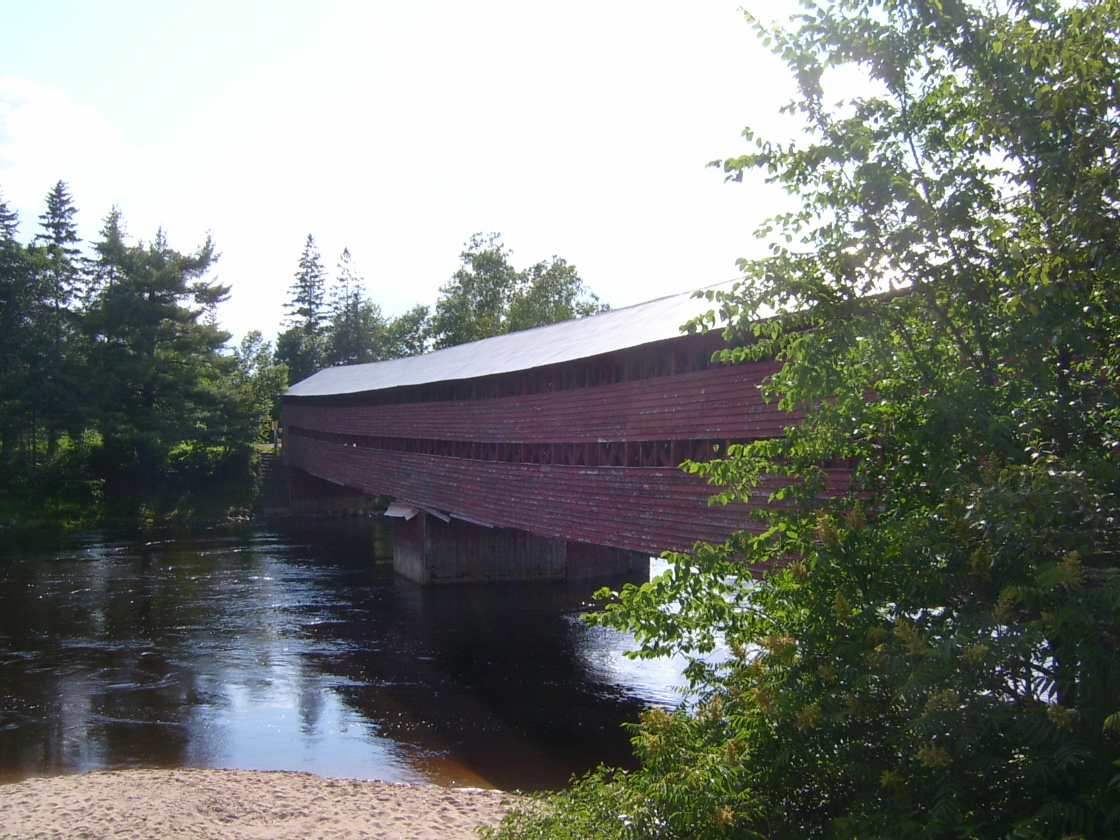
Pont de Ferme-Rouge sur la rivière du Lièvre